# Tcholaram
Tcholaram (ou Tsolaram) est un village de la Région du Nord au Cameroun. Il est situé dans la commune de Pitoa, département de la Bénoué, à proximité du mont Tinguelin, en pays Fali.

## Population
Lors du recensement de 2005, la localité comptait 254 habitants.
On y parle notamment le fali du Sud, une langue de l'Adamaoua.